# Lac-Sergent
Lac-Sergent é uma cidade localizada na província de Quebec no Canadá.